# 2a cerimònia dels Lumières
La 2a cerimònia dels Lumières de la Premsa Internacional, aleshores anomenada Lumières de París, va tenir lloc el 13 de gener de 1997. Va ser presentat per Philippe Noiret i fou emesa per Paris Première.

## Palmarès
- Milor pel·lícula :
  - Ridícul de Patrice Leconte
- Millor director :
  - Cédric Klapisch per Un air de famille
- Millor actriu :
  - Fanny Ardant pel paper de Madame de Blayac a Ridícul
- Millor actor :
  - Daniel Auteil pel paper de Harry a El vuitè dia
- Millor guió :
  - Cédric Klapisch, Jean-Pierre Bacri i Agnès Jaoui per Un air de famille
- Millor pel·lícula estrangera :
  - Il postino de Michael Radford